# Alsønderup Sogn
Alsønderup Sogn er et sogn i Hillerød Provsti (Helsingør Stift).
I 1800-tallet var Alsønderup Sogn anneks til Tjæreby Sogn. Begge sogne hørte til Strø Herred i Frederiksborg Amt. Hvert sogn dannede sin egen sognekommune. Midt i 1940'erne skiftede Tjæreby sognekommune navn til Harløse. Ved kommunalreformen i 1970 blev både Alsønderup og Harløse indlemmet i Hillerød Kommune.
I Alsønderup Sogn ligger Alsønderup Kirke.
I sognet findes følgende autoriserede stednavne:
- Alsønderup (bebyggelse, ejerlav)
- Alsønderup Indelukke (bebyggelse)
- Alsønderup Overdrev (bebyggelse)
- Alsønderup Vænge (bebyggelse)
- Bendstrup (bebyggelse, ejerlav)
- Bendstrup Overdrev (bebyggelse)
- Lykkesholm (bebyggelse)
- Møllehøj (bebyggelse)
- Nejede (bebyggelse, ejerlav)
- Nejede Vesterskov (bebyggelse)
- Sønder Strødam (bebyggelse)
- Tulstrup (bebyggelse, ejerlav)
- Vester Strødam (bebyggelse, ejerlav)